# Florenci Clavé
Florenci Clavé, de son nom complet Florenci Clavé i Jové, né le 23 juin 1936 à Barcelone et mort le 1er août 1998 à Madrid, est un dessinateur de bande dessinée espagnol.

## Biographie
Florenci Clavé commence sa carrière en 1953 chez Selecciones Ilustradas à Barcelone. Au milieu des années 1960, il s'installe en France et noue une fructueuse collaboration avec Guy Vidal aux scénarios. Il crée Rémi Herphelin dans Pilote en 1966. Dans les années 1970, on le retrouve chez Charlie Mensuel, Pilote et Circus. Au sein de ce dernier magazine, il collabore avec Christian Godard. Au début des années 1980, il retourne dans son pays natal et est publié par De La Torre tout en poursuivant sa production en France.

## Œuvre

### Bande dessinée
- L'Accouchement, scénario de Fanchon Pagès, dessins de Florenci Clavé, Albin Michel, Collection La bande dessinée pratique, 1979  (ISBN 2-226-00741-5)

- La Bande à Bonnot, scénario de Christian Godard, dessins de Florenci Clavé, Glénat, collection Circus, 1978  (ISBN 2-7234-0091-3)[2]
- Le Bras du démon, scénario de Christian Godard, dessins de Florenci Clavé, Soleil Productions

1. À l'étranger qui m'habite, 1996  (ISBN 2-87764-559-2)

- Charlie and boys, scénario de Guy Vidal, dessins de Florenci Clavé, Dargaud, collection Pilote, 1983  (ISBN 2-205-02527-9)
- Chroniques du temps de la vallée des Ghlomes, scénario de Christian Godard, Le Vaisseau d'Argent

3. L'Hydre mélomane, dessins de Florenci Clavé, 1990  (ISBN 2-87757-010-X)
- Crimes d'art, scénario et dessins de Florenci Clavé, Vents d'Ouest, collection Gibier de Potence

1. Opéra, 1995  (ISBN 2-86967-360-4)

- Les Dossiers de l'Archange, scénario de Christian Godard, dessins de Florenci Clavé, Glénat, collection Circus

1. Mémoires d'outrefois, 1987  (ISBN 2-7234-0847-7)
2. La Mort en différé, 1989  (ISBN 2-7234-1018-8)

- Les Dossiers du fantastique, scénario et dessins de Florenci Clavé, Dargaud, Collection Histoires fantastiques, 1974
- Fripons, Les Humanoïdes Associés

2. Été fripon, scénarios de Patrick Cauvin, Caza, Igort, Gregorio Harriet, Alex Varenne, Denis Frémond, Guy Vidal, Daniel Ceppi, Max Cabanes, Louis Rétif, Annie Goetzinger, Thierry Smolderen et Jean-Pierre Gibrat, dessins de Max Cabanes, Igort, Florenci Clavé, Philippe Marcelé, Alex Varenne, Jean-Pierre Gibrat, Denis Frémond, Daniel Redondo,Daniel Ceppi, Michel Blanc-Dumont et Annie Goetzinger, 1991  (ISBN 2-7316-0970-2)
3. Dessous fripons, scénarios de Baru, El Nowotny, Horacio Altuna, Jean Bourguignon, Denis Frémond, Dominique Hérody, Robert Gigi, Guy Vidal, Bernard Chiavelli, Patrick Cauvin, Annie Goetzinger, Louis Rétif, Jean-Pierre Gibrat et Daniel Varenne, dessins de Baru, Horacio Altuna, Jean Bourguignon, Dominique Hérody, Florenci Clavé, Jean-Pierre Gibrat, Annie Goetzinger, Arno, Alain Bignon, Robert Gigi, Denis Frémond, Alex Varenne, Philippe Marcelé et Enki Bilal, 1991  (ISBN 2-7316-0981-8)
- L'Île aux chiens, scénario de Guy Vidal, dessins de Florenci Clavé, Dargaud, collection Pilote, 1979  (ISBN 2-205-01490-0)
- L'Île des pins, scénario de J.P. Bouquillard, dessins de Florenci Clavé, Dargaud, 1984  (ISBN 2-205-02573-2)
- Les Innocents d'El Oro, scénario de Guy Vidal, dessins de Florenci Clavé, Dargaud, collection Pilote, 1977  (ISBN 2-205-01131-6)[3]
- Lob de la jungle, scénario de Jacques Lob, dessins de Jacques Lob, Jean Solé, Gotlib, Jean Vern, Florenci Clavé, Nikita Mandryka, Georges Pichard, Jean-Claude Forest, Pierre Guilmard, Alexis, Philippe Druillet, Annie Goetzinger et Ted Benoit, Les Humanoïdes Associés, collection Pied jaloux, 1980  (ISBN 2-7316-0023-3)
- Le Diable, scénario de Mathieu Gallié, Thomas Mosdi, Florenci Clavé et Fabrice Meddour, dessins de Guillaume Sorel, Catherine Simoni, Fabrice Meddour, Olivier Ledroit, Florenci Clavé, Freddy Emm, Chanteloup et T. Coquelet, Vents d'Ouest, collection Gris feu, 1993  (ISBN 2-86967-249-7)
- Rémi Herphelin, scénario de François Gépral (pseudonyme de Gérard Pradal), dessins de Florenci Clavé, dans Pilote et Super Pocket, de 1966 à 1970
- Sang d'Arménie, scénario de Guy Vidal, dessins de Florenci Clavé, Dargaud, collection Portraits Souvenirs, 1985  (ISBN 2-205-02873-1)
- Tire-toi, mec, scénario de Chester Himes, dessins de Florenci Clavé, Dargaud, collection BD Noire, 1985  (ISBN 2-7234-0479-X)
- Voyages en Amertume, scénario de Dieter, dessins de Florenci Clavé, Vents d'Ouest, collection Grand Large

1. La Perle de Marka, 1992  (ISBN 2-8696-7170-9)
2. Quand le Nil deviendra rouge, 1993  (ISBN 2-8696-7203-9)
3. Sable et neige, 1994  (ISBN 2-8696-7304-3)

## Récompenses
- Prix Témoignage chrétien de la Résistance au Festival d'Angoulême 1986 pour Sang d'Arménie.